# Marcel Leyat
Marcel Leyat est un ingénieur, inventeur, pionnier de l'aviation, constructeur aéronautique et automobile français, né le 26 mars 1885 à Die, dans la Drôme, et mort le 3 décembre 1986 . Il fonde en 1913 les établissements Leyat (Paris), disparus en 1927. Il s'installe en 1922 à Meursault.

## Biographie

### L'aviateur
Marcel Leyat fait ses études à l'École centrale de Paris et en sort diplômé en 1911. Dès 1908, il travaille pour la Société Astra, et Marcel Leyat construit un planeur biplan baptisé le Quand Même, puis un second, remorqué par une de Dion de 5 ch, avec lequel il effectue un vol de 200 m à 10 m du sol le 15 août 1909. Il prétendait en 1909 à la première traversée de la Manche, mais Blériot effectue la sienne le 21 juillet.
En 1910, il construit un biplan à hélices de 11 m de longueur et de 16 m d'envergure. Il obtient le brevet de pilote FAI en 1911. Durant la Première Guerre mondiale, il construit plusieurs avions, dont un bombardier à « aile vivante ».
En tout, il conçoit et construit une trentaine d'appareils différents jusqu'à la Seconde Guerre mondiale.

### Les automobiles Leyat

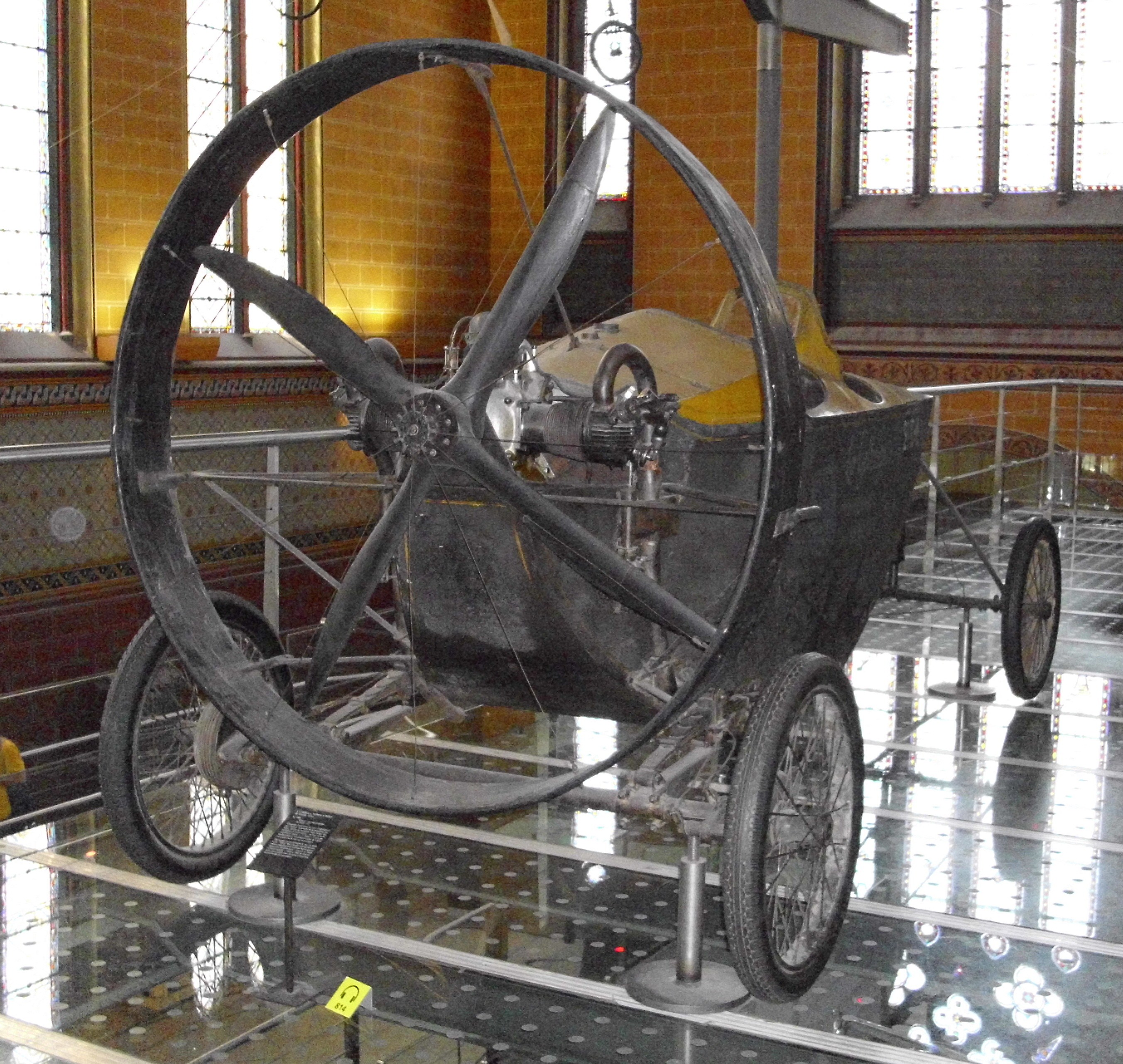
L'Hélica, modèle de 1921 (Paris, Musée des arts et métiers).

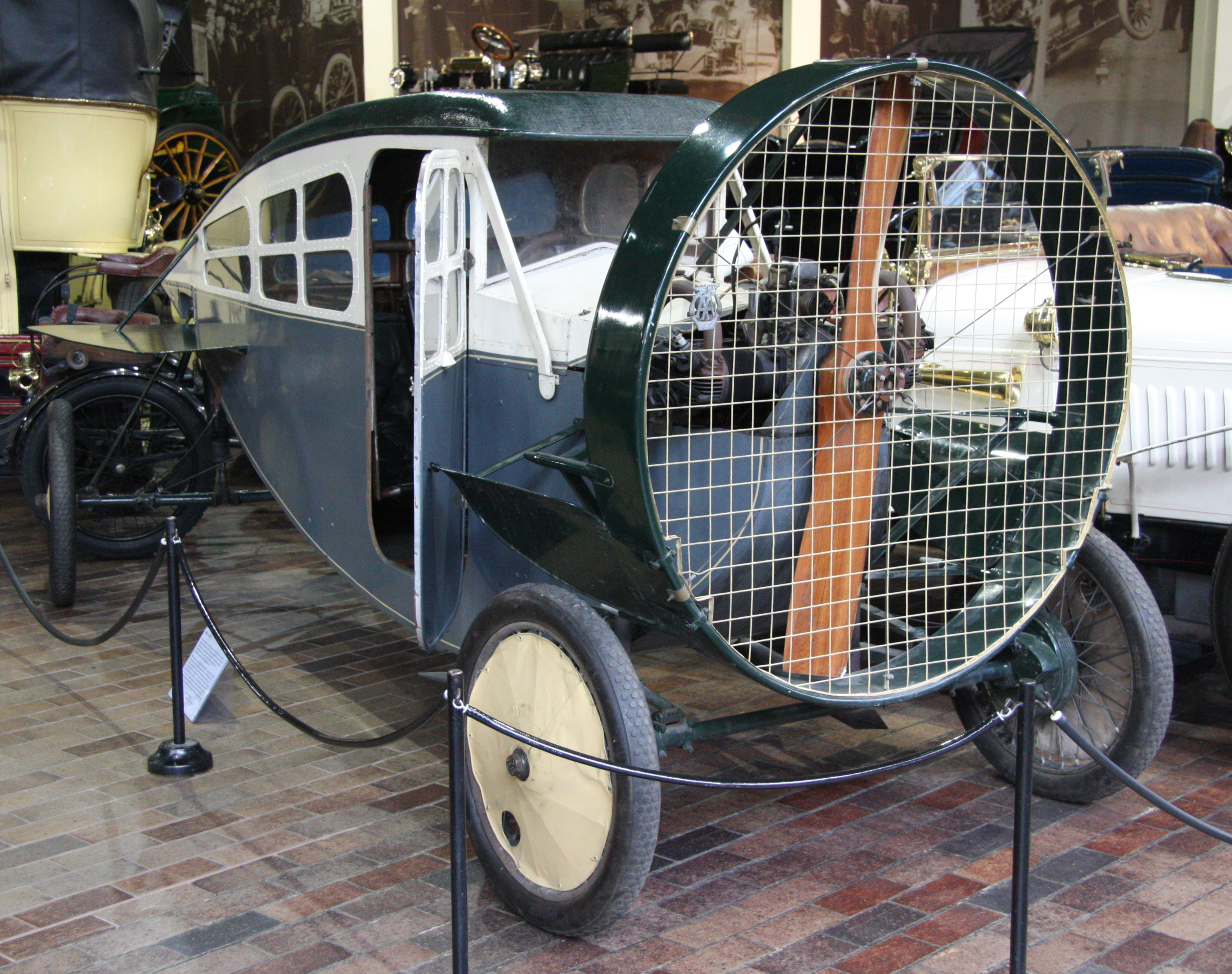
Leyat 1922 (Angleterre, Beaulieu Motors Museum).

Les automobiles des ateliers Leyat, fondés en 1913, sont construites au 27, quai de Grenelle à Paris. Hormis les prototypes Hélicocycle, le premier modèle automobile est appelé Hélica, aussi connu sous le nom d'avion sans ailes et date de 1919. Le véhicule est inspiré d'un fuselage d'avion en contreplaqué et tracté par une hélice située à l'avant, avec les roues arrière directrices, et les freins à l'avant. Les passagers sont assis en tandem comme dans les avions de cette époque. Le moteur est un ABC Scorpion de 8 ch et consommant 6 litres au 100 km. Le véhicule pèse 225 kg, ce rapport poids/puissance très favorable le rend très rapide pour l'époque. L'Hélica est redécouverte et rendue célèbre par la parution d'un ouvrage de Gustave Courau, Mon Hélice au pays des merveilles, qui a parcouru la France au volant de son Hélica entre 1921 et 1930.
Il aura construit en tout une vingtaine de véhicules propulsés par hélice ; certains musées en exposent.

#### Les modèles de véhicules
- 1913 : Hélicocycle, 3 roues, moteur JAP, un seul exemplaire
- 1915 : Hélicocycle, 3 roues, version 2, un seul exemplaire
- 1919 : Hélica, 4 roues, moteur MAG, 6 exemplaires
- 1921 : Voiture à hélice Leyat, 4 roues, moteur ABC, 10 exemplaires conduite intérieure, 3 exemplaires sport cabriolet
- 1925 : Draisine rail/route, destiné au directeur des mines au Congo, 1 exemplaire
- 1927 : Modèle de record, 3 roues, moteur ABC, 1 exemplaire. Le 7 septembre 1927, cet exemplaire atteint la vitesse de 170 km/h sur l'anneau de Montlhéry.

### Une méthode de solfège
Marcel Leyat invente également en 1927 une méthode alternative d'apprentissage du solfège, dont il fait part à Maurice Ravel. Cette méthode est incluse dans une méthodologie plus large qui regroupe ses disciplines de prédilection, appelée Maller pour « Méthode Analytique Logique Leyat d'Éducation Rationnelle », et qui se compose de quatre parties : la sonologie, la logologie, la cogitologie et la locomotologie. Le système de transcription de la musique repose sur des partitions représentant graphiquement les touches d'un piano, un trait noir couvrant la touche à jouer, la longueur du trait déterminant la longueur de la note. Il fait construire un piano portant la marque Leyat, doté d'un clavier de 85 touches. Il construit par ailleurs un autre clavier de piano doté de touches alternativement blanches et noires. Leyat instruit à cette méthode sa fille Odette qui donne le 29 octobre 1929 une représentation à la salle Molière à Lyon.
Il meurt centenaire en 1986. Longtemps oublié, il fut redécouvert à la sortie du livre de souvenirs de Gustave Courau Mon Hélice au pays des merveilles puis par les amateurs et curieux de l'histoire de l'automobile. L'association Les Amis de l'Hélica perpétue sa mémoire et son œuvre et reconstruit quelques répliques de l'Hélica d'après les plans originaux.